# Rund um den Henninger-Turm 1999
Il Rund um den Henninger-Turm 1999, trentottesima edizione della corsa, si svolse il 1º maggio su un percorso di 206 km, con partenza e arrivo a Francoforte sul Meno. Fu vinto dal tedesco Erik Zabel della Team Deutsche Telekom davanti all'olandese Léon van Bon e all'italiano Alberto Ongarato.

## Ordine d'arrivo (Top 10)
| Pos. | Corridore             | Squadra               | Tempo    |
| ---- | --------------------- | --------------------- | -------- |
| 1    | Erik Zabel            | Team Deutsche Telekom | 5h03'40" |
| 2    | Léon van Bon          | Rabobank              | s.t.     |
| 3    | Alberto Ongarato      | Ballan-Alessio        | s.t.     |
| 4    | Sergej Ivanov         | TVM-Farm Frites       | s.t.     |
| 5    | Alexander Gontchenkov | Ballan-Alessio        | s.t.     |
| 6    | Torsten Schmidt       | Team Chicky World     | s.t.     |
| 7    | Patrick Vetsch        | Post Swiss Team       | s.t.     |
| 8    | Alain Turicchia       | Riso Scotti-Vinavil   | s.t.     |
| 9    | Fabiano Fontanelli    | Mercatone Uno-Bianchi | s.t.     |
| 10   | Sascha Henrix         | Gerolsteiner          | s.t.     |